# Osteocephalus leprieurii
Pour les articles homonymes, voir Osteocephalus et Leprieur.
Espèce
Synonymes
- Hyla leprieurii Duméril & Bibron, 1841
- Hyla leprieurii leprieuri Duméril & Bibron, 1841
- Hyla leprieurii britti Melin, 1941
- Osteocephalus britti (Melin, 1941)
- Osteocephalus ayarzaguenai Gorzula & Señaris, 1997 "1996"

Statut de conservation UICN

 LC  : Préoccupation mineure
Osteocephalus leprieurii est une espèce d'amphibiens de la famille des Hylidae.

## Répartition
Cette espèce se rencontre dans le bassin de l'Amazone jusqu'à 860 m d'altitude au Brésil, en Guyane, au Suriname, au Guyana, au Venezuela, en Colombie, au Pérou et en Bolivie.

## Biologie
Cette rainette est caractéristique des reproductions explosives. En début de saison des pluies, lorsque les mares temporaires se remplissent, des centaines  d'individus se rassemblent pour se reproduire. 

## Étymologie
Cette espèce est nommée en l'honneur de Charles Eugène Leprieur (1814-1892).

## Publication originale
- Duméril & Bibron, 1841 : Erpétologie générale ou Histoire naturelle complète des reptiles, vol. 8, p. 1-792 (texte intégral).